# Parafia św. Jana Marii Vianneya w Książenicach
Parafia pw. św. Jana Marii Vianneya w Książenicach – rzymskokatolicka parafia należąca do dekanatu grodziskiego archidiecezji warszawskiej, metropolii warszawskiej Kościoła katolickiego.

## Historia
Parafia została erygowana dekretem arcybiskupa metropolity warszawskiego, kardynała Kazimierza Nycza z dnia 19 czerwca 2012 roku, który wszedł w życie z dniem 24 czerwca 2012. 

## Obszar parafii
Obszar parafii obejmuje dwie wsie w południowej części gminy Grodzisk Mazowiecki: Książenice i Marynin.  

## Proboszczowie
- ks. kan. Wojciech Kostecki (2012–2019)
- vacat (2019–2021)
- ks. Mariusz Figura (2021–obecnie)

W latach 2019–2021 funkcję administratora parafii pełnił ks. Mariusz Figura, późniejszy proboszcz.